# Kalksten

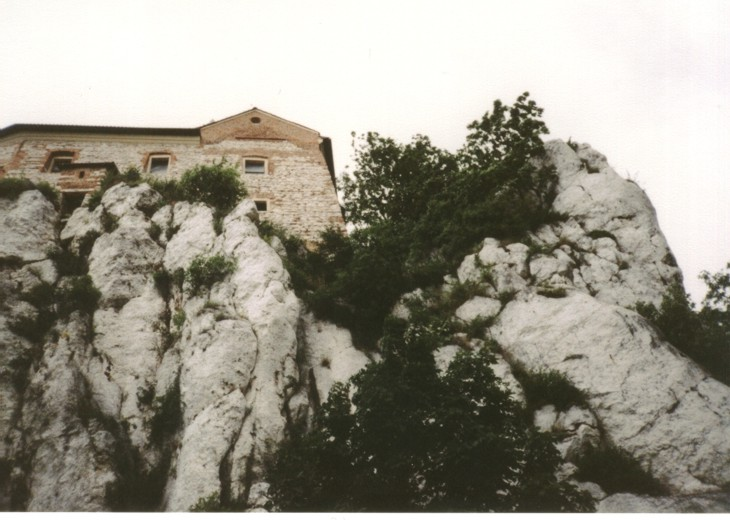
Kalkstensklippa i Polen

Kalksten är en bergart som i huvudsak består av mineralet kalkspat. Kalksten är vanligen en biogen sedimentär bergart, men kan också bildas genom kemisk utfällning av kalcit, och är då en kemisk sedimentär bergart. De kalkstenar i Sverige som bildats under proterozoikum har oftast bildats på detta sätt.
Sedimentär kalksten, som är den vanligaste, bildas genom avsättning av kalkslam och skalrester från olika fossil med skal, till exempel koraller och snäckor. Det innebär att kalkstenens innehåll speglar den miljö som fanns när den avsattes.
När en kalksten utsätts för höga tryck och temperaturer i jordskorpan omvandlas den till marmor.
Kalksten utgör en betydande del av de sedimentära bergarterna i jordskorpan, uppskattningsvis 10–15%.

## Vittring och erosion
Karstbildningar är vanliga i berggrund som domineras av kalksten. Dessa bildas då nederbörd med lågt pH löser upp kalkstenen och bildar håligheter i berggrunden, som till slut kan bilda stora grottor. Många av världens längsta grottor hittar man i berggrund som utgörs av kalksten. Sveriges längsta grotta, Korallgrottan i Jämtland (Frostviken) som är 6 km lång är en kalkstensgrotta som är belägen i fjällregionen.

## Kalksten i Sverige

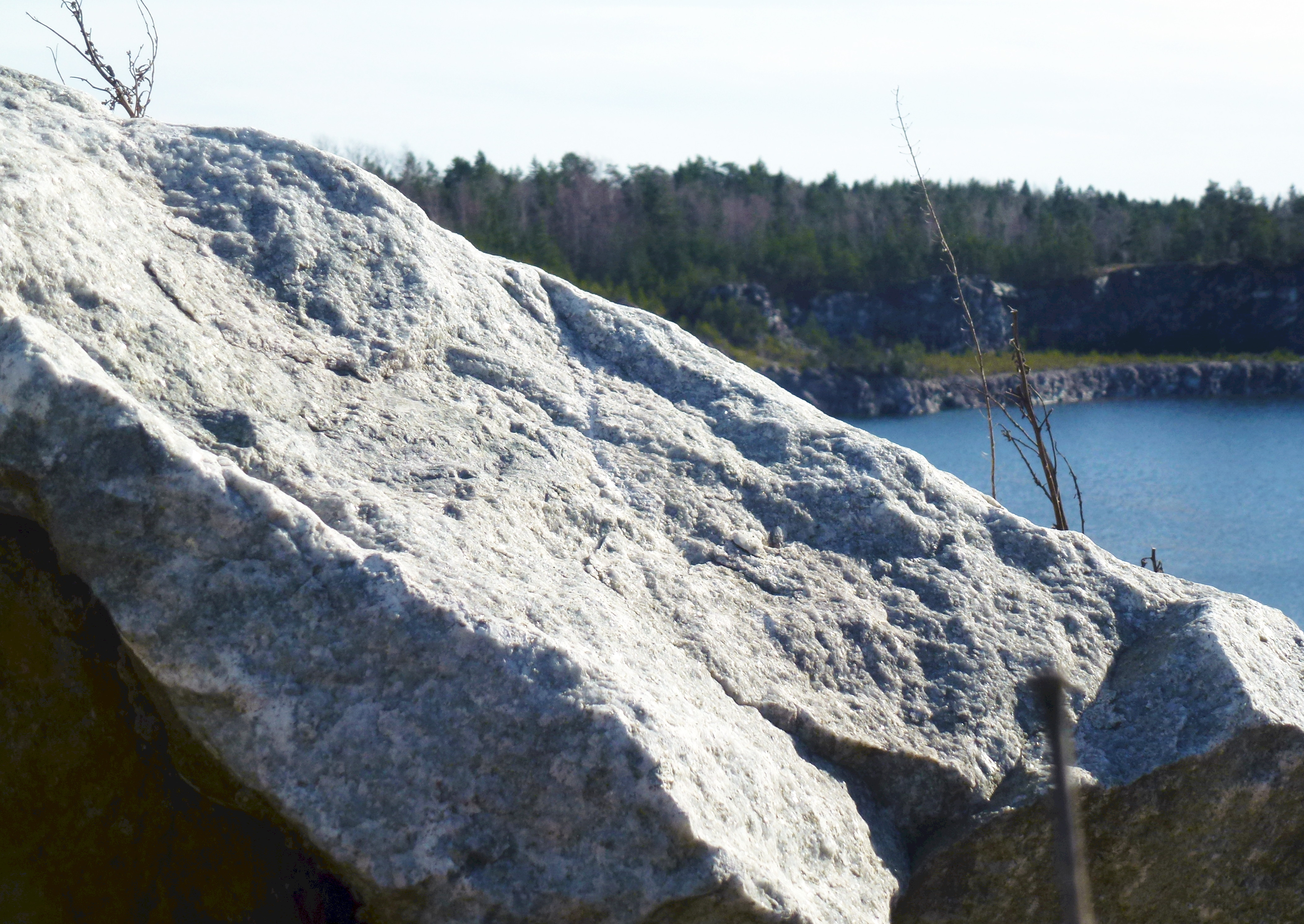
Kalkstensblock vid Stora Vika kalkstensbrott.

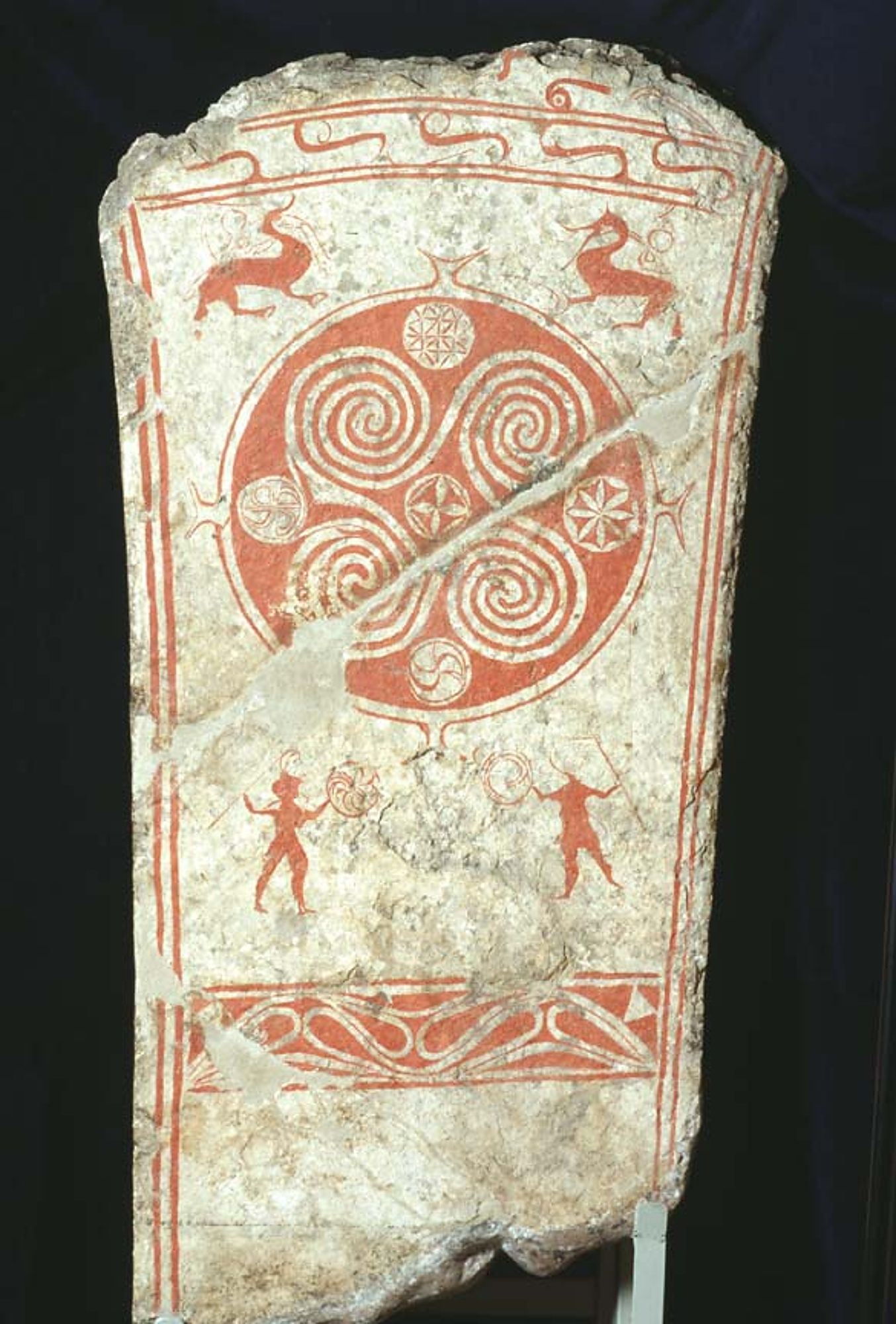
Tidig bildsten från Gotland

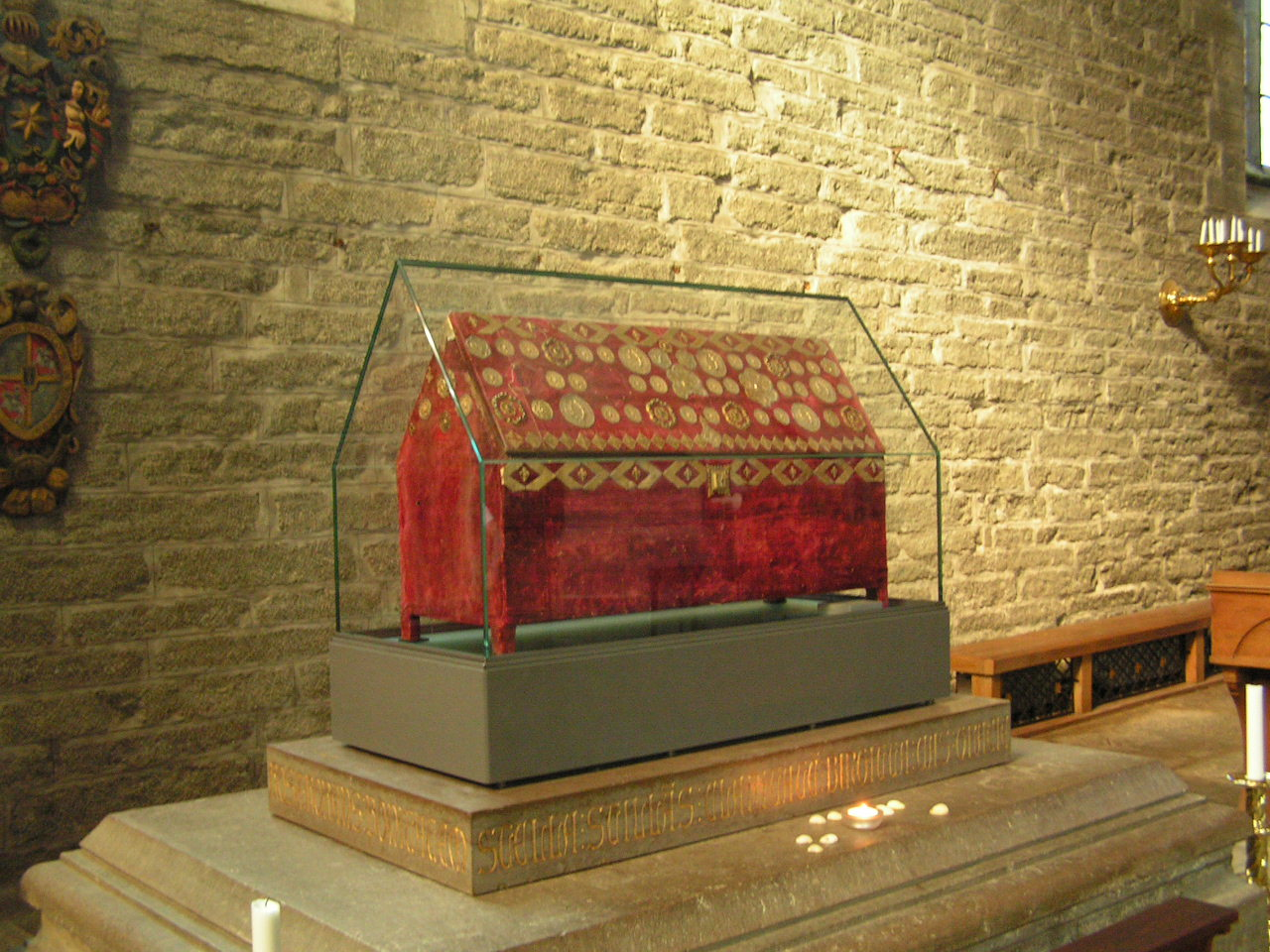
Interiörbild från Vadstena klosterkyrka, uppförd under 1300- och 1400-talen i borghamnskalksten.

Den största delen av kalkstenen i Sverige är yngre än 543 miljoner år, och bildades under tidig paleozoikum och mesozoikum. Kalksten hittar man till exempel på Öland, Gotland, i Skåne, Västergötland, Östergötland, Dalarna och i fjällkedjan. Den ordoviciska lagrade kalkstenen är mer känd som ortocerkalksten. Den har fått sitt namn från de fossila bläckfiskar, ortoceratiterna, som är vanliga i den.
I Sala i Bergslagen finns det marmor som är 1,89 miljarder år gammal. Den bildades i en vulkanisk miljö och innehåller fossil av stromatoliter.
Mindre föremål som sländtrissor har tillverkats av kalksten redan på stenåldern. Bildstenar på Gotland är gjorda av kalksten, några så tidigt som år 400 e.Kr. Men användningen tog fart med byggandet av kyrkor och kloster på 1100-talet. I Borghamn i Östergötland har man brutit kalksten i över 1000 år. Med utvecklingen av portlandcement i slutet av 1800-talet anlades nya stora kalkbrott, ett av Sveriges största ligger i Slite på Gotland. Andra, numera nedlagda, kalkbrott fanns i Limhamn i Malmö, Oaxen i Stockholms södra skärgård och på Billingen. Brytning och bearbetning av kalksten har varit, och är i viss mån fortfarande, en viktig näring på Öland.

## Användningsområden
Kalksten har och har haft många användningsområden.
- Ornament- och byggnadssten. Världens äldsta tempelrester vid Göbekli Tepe och stora delar av Egyptens pyramider består av kalksten. Många golv i offentliga miljöer består helt eller delvis av kalksten, till exempel på Arlanda och Östersunds flygplatser och Stockholms central
- Tillverkning av murkalk och cement
- Konstgödsel inom jordbruket
- Neutralisering av sura sjöar
- Vid tackjärnframställning. Kalken, som kallas limsten, är ett flussmedel och binder slaggämnen i järnmalmen, och kan ledas av vid tappning av masugnen.
- Inom cellulosaindustrin
- Rökgasrening av svavelföreningar och andra sura ämnen
- Råvara till kemisk industri